# Nels Stewart
Robert Nelson Old Poison Stewart (29 de dezembro de 1902 - 21 de agosto de 1957) foi um canadense profissional de hóquei no gelo. Ele é um dos membros homenageado do Hockey Hall of Fame. Nasceu em Montreal, Quebec, Stewart começou a jogar como amador aos 18 anos para o Cleveland Indians, liderando a liga em gols marcados em quatro das cinco temporadas que jogou antes dele. Apelidado de "Old Poison" (Velho Veneno).

## Prêmios
- Ganhou o Troféu Hart em 1926 e 1930.
- Levou os playoffs na pontuação em 1926 com seis gols, três assistências e nove pontos em oito jogos.
- Liderou a liga em minutos de penalização em 1927 com 133.
- Detém o recorde mais rápido de gols da NHL (quatro segundos de intervalo) fixados em 3 de janeiro de 1931, contra o Boston Bruins (acompanhado por Deron Quint em 1995-1996).

## Estatísticas
| 1925–26    | Montreal Maroons   | NHL        | 36  | 34  | 8   | 42  | 119 | 8  | 6 | 3  | 9  | —  |
| 1926–27    | Montreal Maroons   | NHL        | 43  | 17  | 4   | 21  | 133 | 2  | 0 | 0  | 0  | 4  |
| 1927–28    | Montreal Maroons   | NHL        | 42  | 27  | 7   | 34  | 104 | 9  | 2 | 2  | 4  | 13 |
| 1928–29    | Montreal Maroons   | NHL        | 44  | 21  | 8   | 29  | 74  | —  | — | —  | —  | —  |
| 1929–30    | Montreal Maroons   | NHL        | 44  | 39  | 15  | 55  | 81  | 4  | 1 | 1  | 2  | 2  |
| 1930–31    | Montreal Maroons   | NHL        | 43  | 25  | 14  | 39  | 75  | 2  | 1 | 0  | 1  | 6  |
| 1931–32    | Montreal Maroons   | NHL        | 38  | 22  | 11  | 33  | 61  | 4  | 0 | 1  | 1  | 2  |
| 1932–33    | Boston Bruins      | NHL        | 47  | 18  | 18  | 36  | 62  | 5  | 2 | 0  | 2  | 4  |
| 1933–34    | Boston Bruins      | NHL        | 48  | 22  | 17  | 39  | 68  | —  | — | —  | —  | —  |
| 1934–35    | Boston Bruins      | NHL        | 47  | 21  | 18  | 39  | 45  | 4  | 0 | 1  | 1  | 0  |
| 1935–36    | New York Americans | NHL        | 48  | 14  | 15  | 29  | 16  | 5  | 1 | 2  | 3  | 4  |
| 1936–37    | Boston Bruins      | NHL        | 10  | 3   | 2   | 5   | 6   | —  | — | —  | —  | —  |
| 1936–37    | New York Americans | NHL        | 33  | 20  | 10  | 30  | 31  | —  | — | —  | —  | —  |
| 1937–38    | New York Americans | NHL        | 48  | 19  | 17  | 36  | 29  | 6  | 2 | 3  | 5  | 2  |
| 1938–39    | New York Americans | NHL        | 46  | 16  | 19  | 35  | 33  | 2  | 0 | 0  | 0  | 0  |
| 1939–40    | New York Americans | NHL        | 35  | 6   | 7   | 13  | 6   | 3  | 0 | 0  | 0  | 0  |
| NHL totals | NHL totals         | NHL totals | 652 | 324 | 191 | 515 | 943 | 46 | 9 | 10 | 19 | 37 |